# سیارک ۲۲۱۷۳
سیارک ۲۲۱۷۳ (به انگلیسی: 22173 Myersdavis، نامگذاری:2000XE25) بیست و دو هزار و صد و هفتاد و سومین سیارک کشف شده‌است که در ۴ دسامبر ۲۰۰۰ کشف شد.
قدر مطلق سیارک برابر ۱۹.۵ است.